# Freie Wähler Deutschland

Logo von 2009 vor der Umbenennung in Freie Wähler Deutschland

Freie Wähler Deutschland (Kurzbezeichnung: FWD) war eine deutsche Kleinstpartei mit Landesverbänden in Brandenburg und Berlin. Sie entstand 2009 aus dem Landesverband Brandenburg der Freien Wähler, nachdem dieser wegen „Anzeichen rechter Unterwanderung“ aus dem Bundesverband der Freien Wähler ausgeschlossen worden war.
Die Freien Wähler Deutschland verwenden denselben Namen wie der Bundesverband der Freien Wähler, der den Namen Freie Wähler Deutschland explizit laut Satzung führt. Da es sich um einen ungeschützten, frei verwendbaren Begriff handelt, der klassischerweise parteilose Wählergruppen bezeichnet und von jeder Gruppierung verwendet werden kann, lässt sich dies kaum verhindern. Die Partei wies aber auf ihrer Website und angehängt an die Satzung ausdrücklich auf die Nichtidentität hin.

## Geschichte
| Land        | Landesvorsitzender |
| ----------- | ------------------ |
| Berlin      | Hans-Jürgen Malirs |
| Brandenburg | Manfred Ehlert     |

Die Partei wurde am 7. Juni 2009 in Eberswalde gegründet. Erster Vorsitzender war Manfred Ehlert, ehemaliger Bürgermeisterkandidat der Schill-Partei in Eberswalde. Der Landesverband Brandenburg bestand bereits bei der Gründung der Bundespartei, die geplante Gründung weiterer Landesverbände in Berlin, Sachsen und Schleswig-Holstein noch vor der Bundestagswahl 2009 fand nicht statt. Im Januar 2011 wurde der Landesverband Berlin gegründet.
Zur gleichen Zeit verkündeten die Freien Wähler Bremen, sie seien den Freien Wählern Deutschland zugehörig. Die Freien Wähler Bremen waren wie der brandenburgische Landesverband 2009 aus dem Bundesverband Freie Wähler ausgeschlossen worden. Dies mündete aber weder in einer Fusion, noch in einem Landesverband Bremen, sondern lediglich in personellen Überschneidungen.
Am 24. November 2010 fand der erste Parteitag der FWD statt. Auf diesem wurde der Oberst der Reserve der Bundeswehr und Berliner Landesvorsitzende des Verbandes der Reservisten der Deutschen Bundeswehr, Hans-Jürgen Malirs, zum Bundesvorsitzenden gewählt.

## Wahlen

### Bundestagswahl 2009
Die Partei trat erstmals bei der Bundestagswahl am 27. September 2009 mit einer Landesliste in Brandenburg an. Der Bundeswahlausschuss stellte in der Bundeswahlausschusssitzung am 17. Juli 2009 fest, dass die Mitgliederanzahl sehr gering sei, Veranstaltungen der Partei nur von wenigen Teilnehmern besucht würden und es an Rückhalt in der Bevölkerung fehle. Obwohl der Bundeswahlleiter Roderich Egeler deshalb „erhebliche Zweifel an der Ernsthaftigkeit der Zielsetzung, auf die politische Willensbildung Einfluss zu nehmen und im Bundestag und im Landtag mitzuwirken“ äußerte, stimmte der Wahlausschuss dem Vorschlag von Egeler zur Anerkennung der Partei nach dem Bundeswahlgesetz zu. Die FWD erreichte in Brandenburg 0,8 Prozent der gültigen Stimmen.

### Landtagswahl in Brandenburg 2009
Zeitgleich mit der Bundestagswahl 2009 wurde am 27. September 2009 der Brandenburgische Landtag gewählt. Die FWD trat mit einer gemeinsamen Liste mit der Brandenburger Vereinigte Bürgerbewegungen unter dem Namen Zusammen für Brandenburg: Freie Wähler an. Der stellvertretende Vorsitzende Dirk Weßlau, ehemaliger Wahlkampfkoordinator der Schill-Partei für die neuen Bundesländer zur Bundestagswahl 2002 war gleichzeitig auch stellvertretender Vorsitzender der Brandenburger Vereinigte Bürgerbewegungen. Die Wählervereinigung erreichte 1,7 % der Stimmen.
Die FWD nutzte dabei die Wahlwerbespots zur Bundestagswahl für Wahlwerbung zur Landtagswahl in Brandenburg, nicht jedoch für Wahlwerbung zum Bundestag. Dies geschah dadurch, dass mehrfach die Brandenburger Wahl betont, der Spitzenkandidat Malirs als „Spitzenkandidat für Brandenburg“ vorgestellt wurde und dazu aufrief, „am 27. September 2009 Zusammen für Brandenburg: Freie Wähler [zu] wählen“ sowie die Listenbezeichnung in dem Wortspiel „Zusammen für Brandenburg gehe ich mit meinen Freunden wählen. Zusammen für Brandenburg unterstützen wir diesmal die Freien Wähler“ erwähnt wurde. Auch wurde als Website diejenige des Landesverbands Brandenburg angegeben, die wiederum lediglich eine Weiterleitung auf die Listenvereinigung Zusammen für Brandenburg: Freie Wähler zur Landtagswahl 2009 darstellte. Außerdem nutzte die Partei die (juristisch einwandfreie) Namensähnlichkeit zum Bundesverband der Freien Wähler der Bundesrepublik Deutschland e. V., von dem eben der zugehörige Landesverband im April 2009 ausgeschlossen worden war: Die Einblendung am Ende des Spots „Freie Wähler – FWD“ statt korrekt Freie Wähler Deutschland, der Pullover der Darstellerin im Spot mit dem Aufdruck „Freie Wähler“, die Website der Listenvereinigung mit dem abgewandelten Logo des Bundesverbands der Freien Wähler der Bundesrepublik Deutschland e. V. sowie die von dieser ebenfalls verwendete Kurzbezeichnung „FREIE WÄHLER“ suggerierten eine Zugehörigkeit oder Identität mit dem Bundesverband.
Die Wählervereinigung beantragte nach der Wahl Parteienfinanzierung, was von der Bundestagsverwaltung jedoch verweigert wurde, da Parteienfinanzierung nur Parteien, nicht Wählervereinigungen zusteht. Damit wurde die Entscheidung des Bundeswahlausschusses vom 17. Juli 2009 über die Anerkennung der Wählervereinigung als Partei zurückgenommen, denn es können nur Parteien zur Bundestagswahl antreten.

### Wahl in Berlin 2011
Zur Wahl zum Abgeordnetenhaus von Berlin 2011 hatte die FWD eine Kandidatur angekündigt. Sie konnte jedoch nicht die erforderlichen Unterstützungsunterschriften sammeln. Sie trat daher nur mit einem Direktkandidaten zum Abgeordnetenhaus sowie bei sechs Wahlen zu Bezirksverordnetenversammlungen an. Der Direktkandidat Hans-Jürgen Malirs erzielte dabei im Wahlkreis Marzahn-Hellersdorf 5 mit 39 Stimmen das schlechteste Erststimmenergebnis, was einem Anteil von 0,2 % entspricht.

### Bundestagswahl 2017
Zur Bundestagswahl 2017 wollte die FWD kandieren, jedoch wurde ihr der Parteistatus verwehrt.